# الشراكة الاقتصادية الإقليمية الشاملة
الشراكة الاقتصادية الإقليمية الشاملة (بالإنجليزية: Regional Comprehensive Economic Partnership)، هي اتفاقية تجارة حرة تجمع بين الدول العشر الأعضاء في رابطة دول جنوب شرق آسيا (بروناي وكمبوديا وإندونيسيا ولاوس وماليزيا وميانمار والفلبين وسنغافورة وتايلاند وفيتنام) والدول الست الأعضاء في اتفاقية التجارة الحرة (الصين، اليابان، الهند، كوريا الجنوبية، أستراليا ونيوزيلندا).
تم إطلاق مفاوضات الشراكة الاقتصادية الإقليمية الشاملة رسميا في نوفمبر 2012 في قمة الآسيان في كمبوديا.
عام 2017، بلغ عدد السكان في الدول الأعضاء المحتملة في الشراكة الاقتصادية الإقليمية الشاملة مجتمعة 3.4 مليار نسمة، وبلغ إجمالي الناتج المحلي الإجمالي (الناتج المحلي الإجمالي، تعادل القوة الشرائية) لهاته الدول 49.5 تريليون دولار، أي ما يقرب من 39 في المئة من الناتج المحلي الإجمالي العالمي، حيث أن الناتج المحلي الإجمالي للصين والهند مجتمعتين يفوق نصف هذا المجموع. في 15 نوفمبر 2020، وقعت 15 دولة اتفاق الشراكة، في ختام مؤتمر افتراضي لدول جنوب شرق آسيا استضافته فيتنام.

## الدول الأعضاء
هذه القائمة مفتوحة أيضا أمام أي شركاء اقتصاديين خارج الشراكة، مثل دول في آسيا الوسطى والدول الأخرى في جنوب آسيا وأوقيانوسيا.
- الدول العشر الأعضاء في أسيان :
  -  إندونيسيا
  -  ماليزيا
  -  الفلبين
  -  سنغافورة
  -  تايلاند
  -  بروناي
  -  فيتنام
  -  لاوس
  -  ميانمار
  -  كمبوديا
- ثلاث دول من شرق آسيا عضوة في آسيان زائد 3 :
  -  الصين
  -  اليابان
  -  كوريا الجنوبية
- ثلاث دول عضوة في آسيان زائد 6 :
  -  الهند
  -  أستراليا
  -  نيوزيلندا[5]

## بيانات الدول ال16
| العلم | البلد          | العاصمة                              | المساحة (كم²) | عدد السكان    | ن م إ (مليون $) | ن م إ الاسمي للفرد (مليون دولار) | ت ق ش (مليون دولار دولي) | ن م إ للفرد (دولار دولي) | م ت ب | العملة                                | اللغة الرسمية                                                        | الزعماء                                                                                      |
| ----- | -------------- | ------------------------------------ | ------------- | ------------- | --------------- | -------------------------------- | ------------------------ | ------------------------ | ----- | ------------------------------------- | -------------------------------------------------------------------- | -------------------------------------------------------------------------------------------- |
|       | أستراليا       | كانبرا                               | 7,692,024     | 24,419,900    | 1,482,282       | 55٬215                           | 1,296,075                | 50٬817                   | 0٫939 | دولار أسترالي (رمز الدولار) (AUD)     | بحكم الأمر الواقع : إنجليزية أسترالية                                | الملكة إليزابيث الثانية الحاكم العام لأستراليا: دايفيد هيرلي رئيس الوزراء: سكوت موريسون      |
|       | بروناي         | بندر سري بكاوان                      | 5,765         | 417,200       | 11,991          | 28٬740                           | 33,756                   | 76٬567                   | 0٫865 | دولار بروني (رمز الدولار) (BND)       | اللغة الملايو                                                        | السلطان: حسن البلقية                                                                         |
|       | كمبوديا        | بنوم بنه                             | 181,035       | 15,626,444    | 24,307          | 1٬308                            | 69,884                   | 4٬022                    | 0٫563 | ريال كمبودي (ريال كمبودي) (KHR)       | اللغة الخميرية                                                       | الملك : نورودوم سيهاموني رئيس الوزراء : هون سين                                              |
|       | الصين          | بكين                                 | 9,596,961     | 1,382,580,000 | 13,118,689      | 9٬489                            | 25,102,916               | 18,158                   | 0٫738 | رنمينبي (يوان صيني، علامة الين) (CNY) | اللغة الصينية القياسية مكتوبة بحروف صينية مبسطة                      | الرئيس: شي جين بينغ رئيس مجلس الدولة: لي كه تشيانغ                                           |

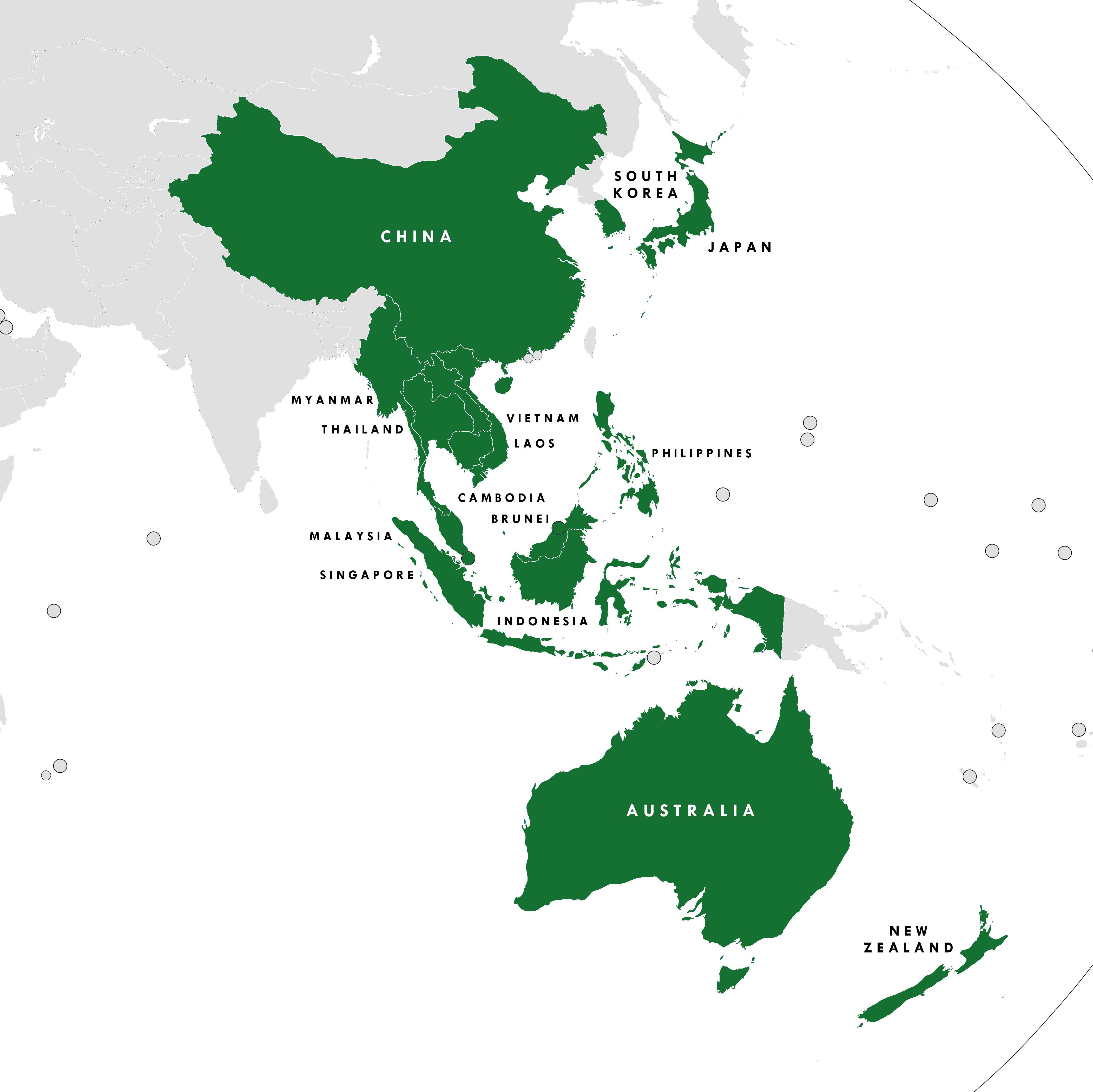
الدول الأعضاء ال16 في الشراكة الاقتصادية الإقليمية الشاملة
أزرق: أسيان
بنفسجي: أسيان زائد 3
أزرق أخضر: أسيان زائد 6

|       | الهند          | نيودلهي                              | 3,287,263     | 1,314,470,000 | 2,971,165       | 2٬198                            | 11,468,552               | 8٬483                    | 0٫624 | روبية هندية (₹) (INR)                 | اللغة الهندية لغة إنجليزية و21 لغة رسمية أخرى أنظر أيضا : لغات الهند | الرئيس: رام نات كوفيند رئيس الوزراء: ناريندرا مودي                                           |
|       | إندونيسيا      | جاكرتا                               | 1,910,931     | 263,510,000   | 1,092,138       | 3٬895                            | 3,481,107                | 12٬432                   | 0٫689 | روبية إندونيسية (Rp) (IDR)            | اللغة الإندونيسية أنظر أيضا : لغات إندونيسيا                         | الرئيس: جوكو ويدودو                                                                          |
|       | اليابان        | طوكيو                                | 377,930       | 126,760,000   | 5,063,129       | 38٬281                           | 5,545,884                | 42٬860                   | 0٫903 | ين ياباني (علامة الين) (JPY)          | اللغة اليابانية                                                      | الإمبراطور: أكيهيتو رئيس الوزراء: شينزو آبي                                                  |
|       | لاوس           | فيينتيان                             | 236,800       | 6,492,400     | 18,674          | 2٬051                            | 53,626                   | 6٬115                    | 0٫586 | كيب لاوي (كيب لاوي) (LAK)             | لاو                                                                  | رؤساء جمهورية لاوس: بونغ نانغ فوراشيث رئيس الوزراء : ثونجلون سيسوليث                         |
|       | ماليزيا        | كوالالمبور بوتراجاي (administrative) | 330,803       | 32,019,500    | 340,923         | 9٬623                            | 988,993                  | 28٬636                   | 0٫789 | رينغيت ماليزي (RM) (MYR)              | لغة ماليزية أنظر أيضا : لغات ماليزيا                                 | يانغ دي-برتوان أغونغ: عبد الله أحمد شاه رئيس وزراء ماليزيا: مهاتير محمد                      |
|       | ميانمار        | نايبيداو                             | 676,578       | 54,836,000    | 74,002          | 1٬374                            | 362,969                  | 6٬360                    | 0٫556 | كيات ميانماري (K) (MMK)               | اللغة البورمية أنظر أيضا : لغات ميانمار                              | الرئيس: وين ميينت المستشار: أون سان سو تشي                                                   |
|       | نيوزيلندا      | ويلينغتون                            | 270,467       | 4,786,710     | 215,172         | 41٬107                           | 195,103                  | 38٬706                   | 0٫915 | دولار نيوزيلندي (رمز الدولار) (NZD)   | الإنجليزية اللغة الماورية                                            | الملكة: إليزابيث الثانية حاكم عام نيوزيلندا: باتسي ريدي رئيس وزراء نيوزيلندا: جاسيندا أرديرن |
|       | الفلبين        | مانيلا                               | 300,000       | 103,874,000   | 357,792         | 3٬102                            | 951,224                  | 8٬270                    | 0٫682 | بيسو فلبيني (₱) (PHP)                 | اللغة الفلبينية (اللغة التاغالوغية) الإنجليزية                       | الرئيس: رودريغو دوتيرتي                                                                      |
|       | سنغافورة       | سنغافورة (دولة مدينة)                | 719           | 5,607,300     | 316,872         | 51٬431                           | 537,447                  | 90٬724                   | 0٫925 | دولار سنغافوري (رمز الدولار) (SGD)    | اللغة الملايو لغة إنجليزية اللغة الصينية القياسية اللغة التاميلية    | الرئيس: حليمة يعقوب رئيس الوزراء: لي هسين لونغ                                               |
|       | كوريا الجنوبية | سول                                  | 100,210       | 51,446,201    | 1,597,392       | 29٬114                           | 2,127,164                | 39٬446                   | 0٫901 | وون كوري جنوبي (وون) (KRW)            | اللغة الكورية                                                        | رئيس الوزراء: لي ناك يون الرئيس: مون جاي إن                                                  |
|       | تايلاند        | بانكوك                               | 513,120       | 68,298,000    | 466,623         | 6٬265                            | 1,296,095                | 17٬749                   | 0٫740 | بات تايلاندي (بات تايلاندي) (THB)     | تايلاندية                                                            | الملك: فاجيرالونغكور رئيس الوزراء: برايوت تشان أوتشا                                         |
|       | فيتنام         | هانوي                                | 331,212       | 92,700,000    | 234,688         | 2٬305                            | 697,752                  | 6٬925                    | 0٫683 | دونغ فيتنامي (دونغ فيتنامي) (VND)     | اللغة الفيتنامية                                                     | رئيس الوزراء: نجوين شوان فوك الرئيس: نغوين فو ترونغ                                          |

### التصديقات
| الدولة         | التوقيع           | التصديق          | ساري المفعول     |
| -------------- | ----------------- | ---------------- | ---------------- |
| أستراليا       | November 15, 2020 | November 2, 2021 | يناير 1, 2022    |
| بروناي         | November 15, 2020 | October 11, 2021 | يناير 1, 2022    |
| كمبوديا        | November 15, 2020 | October 15, 2021 | يناير 1, 2022    |
| الصين          | November 15, 2020 | April 15, 2021   | يناير 1, 2022    |
| إندونيسيا      | November 15, 2020 | November 3, 2022 | يناير 2, 2023    |
| اليابان        | November 15, 2020 | June 25, 2021    | يناير 1, 2022    |
| كوريا الجنوبية | November 15, 2020 | December 3, 2021 | February 1, 2022 |
| لاوس           | November 15, 2020 | October 26, 2021 | يناير 1, 2022    |
| ماليزيا        | November 15, 2020 | يناير 17, 2022   | March 18, 2022   |
| ميانمار        | November 15, 2020 | August 4, 20211  | delayed1         |
| نيوزيلندا      | November 15, 2020 | November 2, 2021 | يناير 1, 2022    |
| الفلبين        | November 15, 2020 | April 3, 2023    | June 2, 2023     |
| سنغافورة       | November 15, 2020 | April 9, 2021    | يناير 1, 2022    |
| تايلاند        | November 15, 2020 | October 28, 2021 | يناير 1, 2022    |
| فيتنام         | November 15, 2020 | October 29, 2021 | يناير 1, 2022    |

1 There were concerns expressed by the ASEAN Secretariat on the legitimacy of ratification by the then-Burmese parliament. A Thai secretary also pointed that while the Myanmar government have ratified,  the Thai government is concerned about the legitimacy of the Myanmar government after the 2021 coup d'état, and whether it could meet the five-point agreement with ASEAN. Due to these concerns, Myanmar's instrument of ratification did not show on the ASEAN official website; instead Myanmar trade officials suggest that the other ASEAN members should determine whether they can accept Myanmar's ratification book by themselves, and then announce their decision to the ASEAN Secretariat. Neverless, the China الإدارة العامة للجمارك الصينية announced that the RCEP would enter into force between China and Myanmar on 1 May 2022.
أعربت أمانة رابطة دول جنوب شرق آسيا (آسيان) عن مخاوفها بشأن شرعية تصديق البرلمان البورمي آنذاك.1
 وأشار سكرتير تايلاندي أيضًا إلى أنه في حين صادقت حكومة ميانمار، فإن الحكومة التايلاندية قلقة بشأن شرعية حكومة ميانمار بعد انقلاب عام 2021، وما إذا كانت تستطيع الوفاء باتفاقية النقاط الخمس مع رابطة دول جنوب شرق آسيا. ونظرًا لهذه المخاوف، لم تظهر وثيقة تصديق ميانمار على الموقع الرسمي لرابطة دول جنوب شرق آسيا؛ وبدلاً من ذلك، اقترح مسؤولو التجارة في ميانمار أن يقرر أعضاء رابطة دول جنوب شرق آسيا الآخرون ما إذا كان بإمكانهم قبول سجل تصديق ميانمار بأنفسهم، ثم إعلان قرارهم لأمانة رابطة دول جنوب شرق آسيا. ومع ذلك، أعلنت الإدارة العامة للجمارك في الصين أن اتفاقية الشراكة الاقتصادية الإقليمية الشاملة ستدخل حيز النفاذ بين الصين وميانمار في 1 مايو 2022.

## القيمة

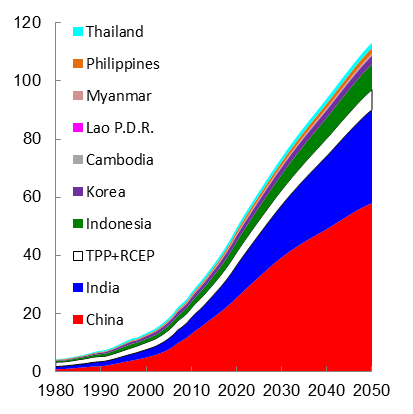
توقعات الناتج المحلي الإجمالي للبلدان الأعضاء المحتملة في اتفاقية الشراكة الاقتصادية الإقليمية الشاملة حتى عام 2050.

من المحتمل أن يصل عدد السكان في الدول الأعضاء في الشراكة الاقتصادية الإقليمية الشاملة إلى أكثر من 3 مليارات شخص أي 45٪ من مجموع سكان العالم، وناتج محلي إجمالي يبلغ حوالي 21.3 تريليون دولار، وهو ما يمثل حوالي 40 في المئة من التجارة العالمية. تجاوز إجمالي الناتج المحلي الإجمالي لأعضاء الشراكة الاقتصادية الإقليمية الشاملة المحتملين إجمالي الناتج المحلي الإجمالي لأعضاء الشراكة عبر المحيط الهادي (TPP) في عام 2007. وقد يؤدي استمرار النمو الاقتصادي، وخاصة في الصين والهند وإندونيسيا، إلى نمو إجمالي الناتج المحلي في دول الشراكة الاقتصادية إلى أكثر من 100 تريليون دولار بحلول عام 2050، أي ما يقرب من ضعف حجم اقتصادات الدول الأعضاء في اتفاقية الشراكة عبر المحيط الهادي.
في 23 يناير 2017، وقع رئيس الولايات المتحدة دونالد ترامب مذكرة تنص على انسحاب البلاد من اتفاق الشراكة عبر المحيط الهادي، وهي خطوة ينظر إليها على أنها تحسن من فرص نجاح الشراكة الاقتصادية الإقليمية الشاملة.